# One Piece-kapitler (1016–nu)
One Piece er en japansk mangaserie skrevet og illustreret af Eiichiro Oda, som er blevet oversat til adskillelige sprog og har resulteret i en større mediefranchise, hvilket inkluderer en animeret adaptering, såvel som en live action-udgave, spillefilm, videospil, musik og merchandise. I serien følger man Monkey D. Luffy, hvis krop har fået gummiegenskaber efter at han ved et uheld spiste en overnaturlig frugt, som rejser på havene i søgen efter skatten One Piece, og for at finde denne samler han et mandskab, som går under navnet Stråhattene.
I Japan er serien udgivet af Shueisha. Individuelle kapitler er blevet udgivet på regelmæssig basis i magasinet Weekly Shonen Jump siden den 22. juli 1997 og nogle tankōbon-bind siden 24. december 1997. Serien er på over 1128 kapitler, og består pr.  juli 2024 af 109 tankōbon-bind, hvilket gør One Piece til den 21. længste mangaserie baseret på antal bind.

## Bind
| 1. "It's Me, Otama!!" (お玉でやんす!! "Otama de Yansu!!") 2. "The Order" (号令 "Gōrei") 3. "Jimbei vs. Who's-Who" (ジンベエvs.フーズ・フー "Jinbē Bāsasu Fūzu Fū") 4. "Heliceratops" (ヘリケラトプス "Herikeratopusu") 5. "Robin vs. Black Maria" (ロビンvs.ブラックマリア "Robin Bāsasu Burakkumaria") | 1. "Demonio" (デモニオ) 2. "The Stars Take the Stage" (花形登場 "Hanagata Tōjō") 3. "Spitting Image" (瓜二つ "Urifutatsu") 4. "So-and-So" (某 "Nanigashi") 5. "Twin Dragons" (双龍図 "Sōryūzu") |

| 1. "The Pivotal Clash" (天王山 "Tennōzan") 2. "Danger Beyond Imagining" (想像を超える危機 "Sōzō o Koeru Kiki") 3. "Brachiosnakeus" (ブラキオ蛇ウルス "Burakiojaurusu") 4. "The Tower" (塔 "Tawā") 5. "Echoing the Impermanence of All Things" (諸行無常の響きあり "Shogyōmujō no Hibiki Ari") | 1. "Warrior of Science" (科学の戦士 "Kagaku no Senshi") 2. "Oden's Beloved Blade" (おでんの愛刀 "Oden no Aitō") 3. "Shimotsuki Kozaburo" (霜月コウ三郎 "Shimotsuki Kōzaburō") 4. "Sanji vs. Queen" (サンジvs.クイーン "Sanji Bāsasu Kuīn") 5. "Zoro vs. King" (ゾロvs.キング "Zoro Bāsasu Kingu") |

| 1. "Bushido Is the Way of Death" (武士道と云うは死ぬことと見つけたり "Bushidō to Iu wa Shinu Koto to Mitsuketari") 2. "Drunken Dragon Bagua" (酒龍八卦 "Shuron Hakke") 3. "Kid & Law vs. Big Mom" (キッド&ローvs.ビッグ・マム "Kiddo Ando Rō Bāsasu Biggu Mamu") 4. "Top Billing" (大トリ "Ōtori") 5. "Wasted Words on Young Ears" (新世代の耳に念仏 "Gaki no Mimi ni Nenbutsu") 6. "Komurasaki" (小紫) | 1. "The Victor Needs No Epithet" (枕詞は“勝者”にゃつかねェ "Makurakotoba wa 'Shōsha' nya Tsukanē") 2. "Let's Face Death Together!!!" (一緒に死のうよ!!! "Issho ni Shinō yo!!!") 3. "Warrior of Liberation" (解放の戦士 "Kaihō no Senshi") 4. "Next Level" 5. "Raizo" (雷ぞう "Raizō") |

| 1. "The Sky over the Capital" (都の空 "Miyako no Sora") 2. "Twenty Years" (二十年 "Nijū Nen") 3. "The World That Should Be" (目指すべき世界 "Mezasubeki Sekai") 4. "Honor" (誉れ "Homare") 5. "Shogun of Wano, Kozuki Momonosuke" (ワノ国将軍 光月モモの助 "Wano Kuni Shōgun - Kōzuki Momonosuke") | 1. "A New Morning" (新しい朝 "Atarashii Asa") 2. "New Emperors" (新しい皇帝達 "Atarashii Kōtei-tachi") 3. "Flame Emperor" (炎帝 "Entei") 4. "The New Era" (新時代 "Shin Jidai") |

| 1. "Cross Guild" 2. "The End" (終幕 Shūmaku) 3. "New Emperors" (新皇帝 "Shin Kōtei") 4. "The Matter Involving Captain Koby" (コビー大佐の一件 "Kobī Taisa no Ikken") 5. "Luffy's Dream" (ルフィの夢 "Rufi no Yume") | 1. "Future Island Egghead" (未来島エッグヘッド "Mirai-jima Egguheddo") 2. "Adventure in the Land of Science" (科学の国の冒険 "Kagaku no Kuni no Bōken") 3. "My Only Family" (たった1人の家族 "Tatta Hitori no Kazoku") 4. "Egghead Labophase" (エッグヘッド研究層 "Egguheddo Rabofēzu") 5. "Six Vegapunks" (6人のベガパンク "Roku-nin no Begapanku") |

| 1. "The Will of Ohara" (オハラの意志 "Ohara no Ishi") 2. "Punk Records" 3. "A Genius's Dream" (天才の夢 "Tensai no Yume") 4. "All Things Are Brought Into This World With Hope" (万物は望まれて、この世に生まれる "Banbutsu wa Nozomarete, Kono Yo ni Umareru") 5. "The Strongest Form of Humanity" (最強の人類 "Saikyō no Jinrui") | 1. "The Hero Deploys" (英雄出撃 "Eiyū Shutsugeki") 2. "The Weight of Memory" (記憶の重さ "Kioku no Omosa") 3. "Miss Buckingham Stussy" (ミス・バッキンガム・ステューシー "Misu Bakkingamu Sutyūshī") 4. "Mk. III" (マークIII "Māku Surī") 5. "Labophase Death Game" (研究層 DEATH GAME "Rabofēzu Desu Gēmu") 6. "Old Friends" (旧友 "Kyūyū") |

| 1. "Should Have Noticed Sooner" (早く気づくべきだった "Hayaku Kizukubeki datta") 2. "Escape Limit" (脱出リミット "Dasshutsu Rimitto") 3. "The Emperor's Crew, the Red-Haired Pirates" (「四皇」赤髪海賊団 "'Yonkō' Akagami Kaizoku-dan") 4. "The Hero of Legend" (伝説の英雄 "Densetsu no Eiyū") 5. "Tenth Ship Captain of the Blackbeard Pirates, Kuzan" (黒ひげ海賊団10番船船長クザン "Kurohige Kaizoku-dan Jūban-sen Senchō Kuzan") 6. "Let's Go and Take It!!" (取りに行こうぜ!! "Tori ni Ikō ze!!") | 1. "The Truth of That Day" (あの日の真実 "Ano Hi no Shinjitsu") 2. "The Attempted Murder of a Celestial Dragon" (天竜人殺人未遂事件 "Tenryūbito Satsujin Misui Jiken") 3. "The Death of Nefertari Cobra" (ネフェルタリ・コブラ死す "Neferutari Kobura Shisu") 4. "The Five Elders" (五老星 "Gorōsei") 5. "Battleship Bags" (軍艦バッグ "Gunkan Baggu") 6. "Final Lesson" (最後の授業 "Saigo no Jugyō") |

| 1. "Hostage Situation" (立てこもり事件 "Tatekomori Jiken") 2. "Kizaru" (黄猿) 3. "Sentomaru" (戦桃丸 "Sentōmaru") 4. "Kuma the Tyrant's Holy Land Rampage" (暴君くま聖地暴走事件 "Bōkun Kuma Seichi Bōsō Jiken") 5. "Luffy vs. Kizaru" (ルフィvs.黄猿 "Rufi Bāsasu Kizaru") 6. "Five Elders, Godhead of Science & Defense, St. Jaygarcia Saturn" (「五老星」科学防衛武神ジェイガルシア・サタ ーン聖 "'Gorōsei' Kagaku Bōei Bushin Jeigarushia Satān-sei") | 1. "Better Off Dead In This World" (死んだ方がいい世界 "Shinda Hō ga Ii Sekai") 2. "Kumachi" (くまちー "Kumachī") 3. "Ginny" (ジニー "Jinī") 4. "Bonney's Birth" (ボニー誕生 "Bonī Tanjō") 5. "Pacifist" (平和主義者 "Heiwa Shugisha") 6. "Thank You, Bonney" (ありがとうボニー "Arigatō Bonī") |

| 1. "To Bonney" (ボニーへ "Bonī e") 2. "Kuma's Life" (くまの人生 "Kuma no Jinsei") 3. "I'm Sorry, Daddy" (ごめんね、お父さん "Gomen ne, Otō-san") 4. "Thank You, Daddy" (ありがとう、お父さん "Arigatō, Otō-san") 5. "The Height of Folly" (愚の骨頂 "Gu no Kotchō") | 1. "On Your Side" (きみの味方 "Kimi no Mikata") 2. "I've Been Looking For You!!" (あんたを捜してたんだ!! "Anta o Sagashitetanda!!") 3. "Come In, World" (応答せよ、世界 "Ōtō seyo, Sekai") 4. "Interception" (阻止 "Soshi") 5. "Starfall" (降星 "Kōsei") |

## Lister over hovedserie-kapitler
- One Piece-kapitel 1 til 186
- One Piece-kapitel 187 til 388
- One Piece-kapitel 389 til 594
- One Piece-kapitel 595 til 806
- One Piece-kapitel 807 til 1015

## References
1. ↑  "One Piece/1" (japansk). Shueisha. Arkiveret fra originalen 12. marts 2009. Hentet 22. marts 2009.
2. ↑  "One Piece/101" (japansk). Shueisha. Hentet 1. december 2021.
3. ↑  "One Piece/102" (japansk). Shueisha. Hentet 18. marts 2022.
4. ↑  "One Piece/103" (japansk). Shueisha. Hentet 17. juni 2022.
5. ↑  "One Piece/104" (japansk). Shueisha. Hentet 19. september 2022.
6. ↑  "One Piece/105" (japansk). Shueisha. Hentet 12. februar 2023.
7. ↑  "One Piece/106" (japansk). Shueisha. Hentet 21. maj 2023.
8. ↑  "One Piece/107" (japansk). Shueisha. Hentet 20. september 2023.
9. ↑  "One Piece/108" (japansk). Shueisha. Hentet 17. januar 2024.
10. ↑  "One Piece/109" (japansk). Shueisha. Hentet 17. maj 2024.